# Championnat d'Espagne des rallyes

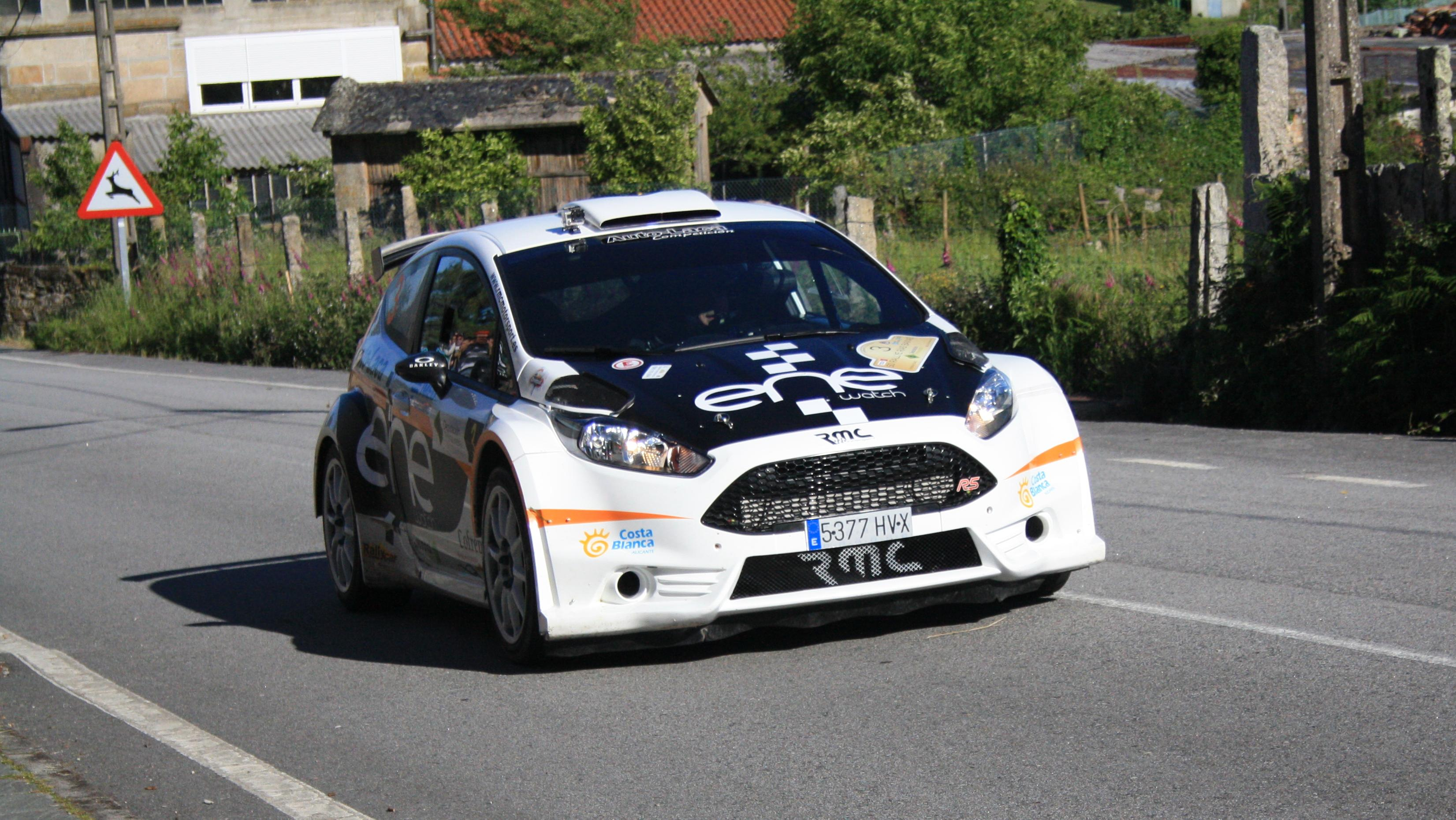
Miguel Ángel Fuster, dans Rías Baixas 2014, section à Covelo

Le Championnat d'Espagne des rallyes (ou Campeonato de España de Rally) est organisé annuellement par la Real Federación Española de Automovilismo. Il se dispute depuis 1957, alors appelé Campeonato de España de conductores de rallyes et uniquement réservé aux possesseurs d'une licence émise par le Real Automóvil Club de España jusqu'en 1965. À partir de 1970 est admis également un championnat féminin, intégré.

## Palmarès

### Champion d'Espagne des Rallyes
| Année | Champion             | Copilote                    | Voiture                  |
| ----- | -------------------- | --------------------------- | ------------------------ |
| 2014  | Sergio Vallejo       | Diego Vallejo               | Porsche 997 GT3 Rallye 2 |
| 2013  | Luís Monzón          | José Carlos Déniz           | Mini Cooper WRC          |
| 2012  | Miguel Fuster        | Ignacio Aviñó               | Porsche 997 GT3          |
| 2011  | Miguel Fuster        | Ignacio Aviñó               | Porsche 911 GT3          |
| 2010  | Alberto Hevia        | Alberto Iglesias Pin        | Skoda Fabia S2000        |
| 2009  | Sergio Vallejo       | Diego Vallejo               | Porsche 911 GT3          |
| 2008  | Enrique Garcia Ojeda | Jordi Barrabés              | Peugeot 207 S2000        |
| 2007  | Miguel Fuster        | José Vicente Medina         | Fiat Grande Punto S2000  |
| 2006  | Daniel Solà          | Xavier Amigo                | Citroën C2 S1600         |
| 2005  | Dani Sordo           | Marc Martí                  | Citroën C2 S1600         |
| 2004  | Alberto Hevia        | Alberto Iglesias Pin        | Renault Clio S1600       |
| 2003  | Miguel Fuster        | José Vicente Medina         | Citroën Saxo S1600       |
| 2002  | Jesús Puras          | Carlos del Barrio           | Citroën Xsara WRC        |
| 2001  | Luís Monzón          | José Carlos Déniz           | Peugeot 206 WRC          |
| 2000  | Jesús Puras          | Marc Martí                  | Citroën Xsara Kit Car    |
| 1999  | Jesús Puras          | Marc Martí                  | Citroën Xsara Kit Car    |
| 1998  | Jesús Puras          | Carlos del Barrio           | Citroën Xsara Kit Car    |
| 1997  | Jesús Puras          | Carlos del Barrio           | Citroën ZX Kit Car       |
| 1996  | Luís Climent         | José Muñoz                  | Citroën ZX 16V           |
| 1995  | Jesús Puras          | Alex Romaní                 | Citroën ZX 16V           |
| 1993  | Mia Bardolet         | Joaquín Muntada             | Opel Astra GSI           |
| 1992  | Jesús Puras          | José Arrarte                | Lancia Delta Integrale   |
| 1991  | José María Ponce     | Juan Carlos Deniz           | BMW M3                   |
| 1990  | Jesús Puras          | José Arrarte                | Lancia Delta Integrale   |
| 1989  | Pep Bassas           | Antonio Rodríguez           | BMW M3                   |
| 1988  | Carlos Sainz         | Luis Moya                   | Ford Sierra Cosworth     |
| 1987  | Carlos Sainz         | Antonio Boto                | Ford Sierra Cosworth     |
| 1986  | Salvador Servia      | Víctor Sabater              | Lancia Rally 037         |
| 1985  | Salvador Serviá      | Víctor Sabater              | Lancia Rally 037         |
| 1984  | Antonio Zanini       | Josep Autet                 | Ferrari 308 GTB          |
| 1983  | Genito Ortiz         | Ramón Mínguez et Susi Cabal | Renault 5 Turbo          |
| 1982  | Antonio Zanini       | Víctor Sabater              | Talbot Lotus Sumbean     |
| 1981  | Jorge de Bagration   | Ignacio Lewin               | Lancia Stratos           |
| 1980  | Antonio Zanini       | Víctor Sabater              | Porsche 911              |
| 1979  | Jorge de Bagration   | Ignacio Lewin               | Lancia Stratos           |
| 1978  | Antonio Zanini       | Víctor Sabater              | Seat 131 abarth          |
| 1977  | Antonio Zanini       | Víctor Sabater              | Seat 124 / 1800          |
| 1976  | Antonio Zanini       | Víctor Sabater              | Seat 124 / 1800          |
| 1975  | Antonio Zanini       | Víctor Sabater              | Seat 124 / 1800          |
| 1974  | Antonio Zanini       | Víctor Sabater              | Seat 124 / 1800          |
| 1973  | Jorge Babler         | Ricardo Antonlín            | Seat 124                 |
| 1972  | Salvador Cañellas    | Daniel Ferrater             | Seat 124                 |
| 1971  | Lucas Sainz          | Juan Carlos Oroño           | Renault Alpine           |
| 1970  | Alberto Ruiz Giménez | Rafael Castañeda            | Porsche 911              |
| 1969  | José María Palomo    | Jorge Adell                 | Porsche 911 R            |
| 1968  | Bernard Tramont      | Ricardo Muñoz               | Renault Alpine           |
| 1967  | Bernard Tramont      | Ricardo Muñoz               | Renault Alpine           |
| 1966  | Antonio Albacete     | Antônio Silva               | Mini Cooper              |

### Champion d'Espagne des rallyes Terre
| Année | Champion            | Copilote                  | Voiture                    |
| ----- | ------------------- | ------------------------- | -------------------------- |
| 2014  | Amador Vidal        | Francisco Lema            | Volkswagen Polo N1         |
| 2013  | Xavi Pons           | Xavier Amigò              | Mitsubishi Lancer Evo X    |
| 2012  | Xavi Pons           | Xavi Amigo                | Mitsubishi Lancer Evo X    |
| 2011  | Oscar Fuertes       | Dani Cué                  | Mitsubishi Lancer Evo X    |
| 2010  | Benito Guerra       | Dani Cué                  | Mitsubishi Lancer Evo X    |
| 2009  | Yeray Lemes         | Samuel Vega               | Mitsubishi Lancer Evo IX   |
| 2008  | Xavi Pons           | Xavi Amigo                | Mitsubishi Lancer Evo IX   |
| 2007  | Dani Sola           | Oscar Sanchez             | Mitsubishi Lancer Evo IX   |
| 2006  | Alex Villanueva     | Arielle Tramont           | Mitsubishi Lancer Evo VIII |
| 2005  | Samuel Lemes        | Jonathan Lemes            | Mitsubishi Lancer evo VIII |
| 2004  | Flavio Alonso       | Victor Perez              | Seat Ibiza 4x4             |
| 2003  | Txus Jaio           | Lucas Cruz                | Ford Focus WRC             |
| 2002  | Txus Jaio           | Lucas Cruz                | Ford Focus WRC             |
| 2001  | Marc Blázquez       | Jordi Mercader            | Seat Córdoba WRC           |
| 2000  | Carlos Solé         | Albert Sanchís            | Mitsubishi Lancer Evo VI   |
| 1999  | Pedro Diego         | Tomás Aguado              | Ford Escort WRC            |
| 1998  | Pedro Diego         | Tomás Aguado              | Toyota Celica 4WD          |
| 1997  | Pedro Diego         | Tomás Aguado              | Subaru Impreza 555         |
| 1996  | Pedro Diego         | Marc Martí                | Lancia Delta HF Integrale  |
| 1995  | Gabriel Méndez      | Jordi Mercader            | Lancia Delta HF Integrale  |
| 1994  | Claudio Aldecoa     | Juan Breda                | Ford Sierra Cosworth       |
| 1993  | Enric Burrul        | Miquel Escamilla          | Citroen AX 4x4             |
| 1992  | Gustavo Trelles     | Jorge del Buono           | Lancia Delta HF Integrale  |
| 1991  | Jose María Bardolet | Antonio Rodríguez         | Ford Sierra Cosworth       |
| 1990  | Gustavo Trelles     | Arturo Fdez. De la Puente | Lancia Delta S4            |
| 1989  | Gustavo Trelles     | Arturo Fdez. De la Puente | Lancia Delta S4            |
| 1988  | Gustavo Trelles     | Manuel Ortiz-Tallo        | Lancia Delta S4            |
| 1987  | Juan Carlos Oñoro   | Manuel Ortiz-Tallo        | Lancia Delta S4            |
| 1986  | Juan Carlos Oñoro   | Juanjo Lacalle            | Opel Manta 400             |
| 1985  | Guillermo Barreras  | Ramón Mínguez             | Renault 5 Turbo            |
| 1984  | Antonio Zanini      | Josep Autet               | Talbot Samba Rally Proto   |
| 1983  | Ricardo Muñoz       | Carlos Hernández          | Citroen Visa               |